# 2625 Џек Лондон
2625 Џек Лондон (енгл. 2625 Jack London) је астероид главног астероидног појаса чија средња удаљеност од Сунца износи 2,195 астрономских јединица (АЈ).
Апсолутна магнитуда астероида је 13,1.